# یواس‌اس وردی (اس‌پی-۹۷۹)
یواس‌اس وردی (اس‌پی-۹۷۹) (به انگلیسی: USS Verdi (SP-979)) یک کشتی بود که طول آن ۷۵ فوت ۰ اینچ (۲۲٫۸۶ متر) بود. این کشتی در سال ۱۹۰۹ ساخته شد.